# Odin

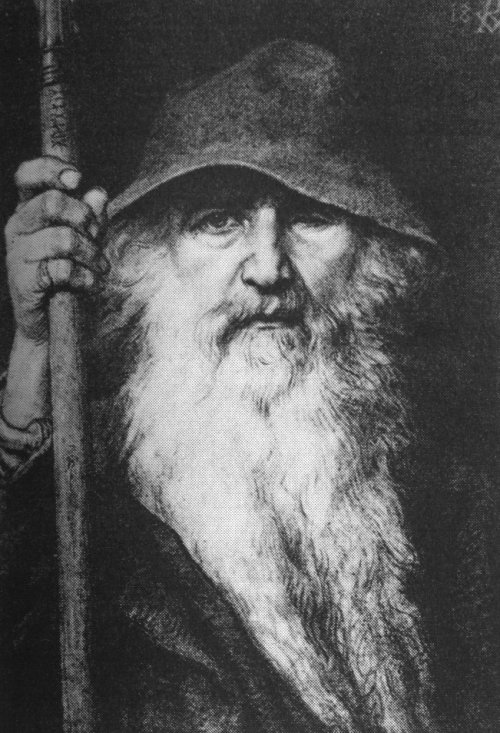
Odin, Rătăcitorul

Odin (oʊdɪn din norvegiană veche: Óðinn  [ˈoːðenː]) este un zeu venerat la scară largă în mitologia germanică. În general este descris ca rege al zeilor nordici. Mitologia nordică fiind sursa celor mai multe informații documentate despre el,îl  asociază pe Odin cu înțelepciunea, vindecarea, moartea, regalitatea, spânzurătoarea, cunoașterea, războiul, bătălia, victoria, vrăjitoria, poezia, frenezia și alfabetul runic și îl descrie ca soțul zeiței Frigg. În mitologia și păgânismul german, zeul era cunoscut în engleza veche sub numele de Wōden, în saxonă  ca Wōdan, în olandeză veche ca Wuodan, în friziana veche ca Wēda și în limba germană veche ca Wuotan, toate derivând în cele din urmă din cuvântul proto-germanic  Wōđanaz, care înseamnă „stăpânul freneziei”.
Odin apare ca un zeu proeminent de-a lungul istoriei înregistrate a Europei de Nord, de la ocuparea romană a regiunilor Germaniei (cca. 2 î.Hr.)  la marile migrații ale popoarelor în perioada  secolelor IV-VI d.Hr., și în epoca vikingă (secolele VIII-XI d.Hr.). Referințele folclorice la el apar în nume de locuri în regiuni locuite istoric de vechile popoare germanice, iar ziua săptămânii de miercuri îi poartă numele în multe limbi germanice, inclusiv în engleză (wednesday). 
În textele în limba engleză veche, Odin deține un loc special ca figură ancestrală euhemerizată în rândul regalității și este adesea menționat ca o figură fondatoare în rândul altor popoare germane, cum ar fi longobarzii. Formele numelui său apar frecvent în întreaga evidență germanică, deși narațiunile referitoare la Odin se găsesc în principal în lucrările norvegiene vechi înregistrate în Islanda, în principal în jurul secolului al XIII-lea. Aceste texte reprezintă cea mai mare parte a înțelegerii moderne a mitologiei nordice.
Textele norvegiene vechi îl descriu pe Odin ca fiul lui Bestla și Borr împreună cu doi frați, Vili și Vé, și el a avut mulți fii, cei mai faimoși fiind zeii Thor (cu Jörð) și Baldr (cu Frigg). Este cunoscut sub sute de nume. Odin este adesea descris ca un bătrân cu un singur ochi și cu barbă lungă, purtând o suliță numită Gungnir, îmbrăcat cu o mantie și o pălărie. El este adesea însoțit de animale - lupii Geri și Freki și corbii Huginn și Muninn, care îi aduc informații din tot tărâmul Midgard și călărește calul zburător cu opt picioare pe nume Sleipnir în cer și în infern. El caută cunoaștere și miedul poeziei, face pariuri cu soția sa Frigg asupra eforturilor sale. El participă atât la crearea lumii prin uciderea ființei primordiale Ymir,   dǎ viață primilor doi oameni Ask și Embla. De asemenea, el oferă oamenilor cunoștințe despre scrierea și poezia runică, arătând aspecte ale unui erou cultural. Are o asociere specială cu sărbătoarea Yule.
Odin este, de asemenea, asociat cu fecioarele divine de pe câmpul de luptă, valchirii, și el supraveghează Valhalla, unde primește jumătate din cei care mor în luptă, einherjar, trimițând cealaltă jumătate la elizianul Fykvangr al zeiței Freyja. Odin îl consultă pe capul înțelept, îmbălsămat de ierburi, al înțeleptului Mímir, care prevestește condamnarea lui Ragnarök și îl îndeamnă pe Odin să conducă einherjarii în luptă înainte de a fi consumat de monstruosul lup Fenrir. În folclorul ulterior, Odin apare ca un lider al Vânătorii sălbatice, o procesiune fantomatică a morților pe cerul de iarnă. El este asociat cu farmece și alte forme de magie, în special în textele în limba engleză veche și în limba nordică veche.
Figura lui Odin este un subiect frecvent de interes în studiile germanice, iar cercetătorii au avansat numeroase teorii cu privire la dezvoltarea sa. Unele dintre acestea se concentrează pe relația specială a lui Odin cu alte figuri; de exemplu, soțul lui Freyja, Óðr pare a fi o dubletă etimologică a zeului, în timp ce soția lui Odin, Frigg, este în multe privințe similară cu Freyja, iar Odin are o relație specială cu Loki. Alte cercetări se concentrează pe locul lui Odin în evidența istorică, explorând proveniența din mitologia proto-indo-europeană sau dezvoltarea sa în societatea germanică. În perioada modernă, Odin a inspirat numeroase opere de poezie, muzică și alte expresii culturale. Este venerat alături de alți zei germanici în cele mai multe forme ale noii mișcări religioase Heathenry.

## Înțelepciunea supremă

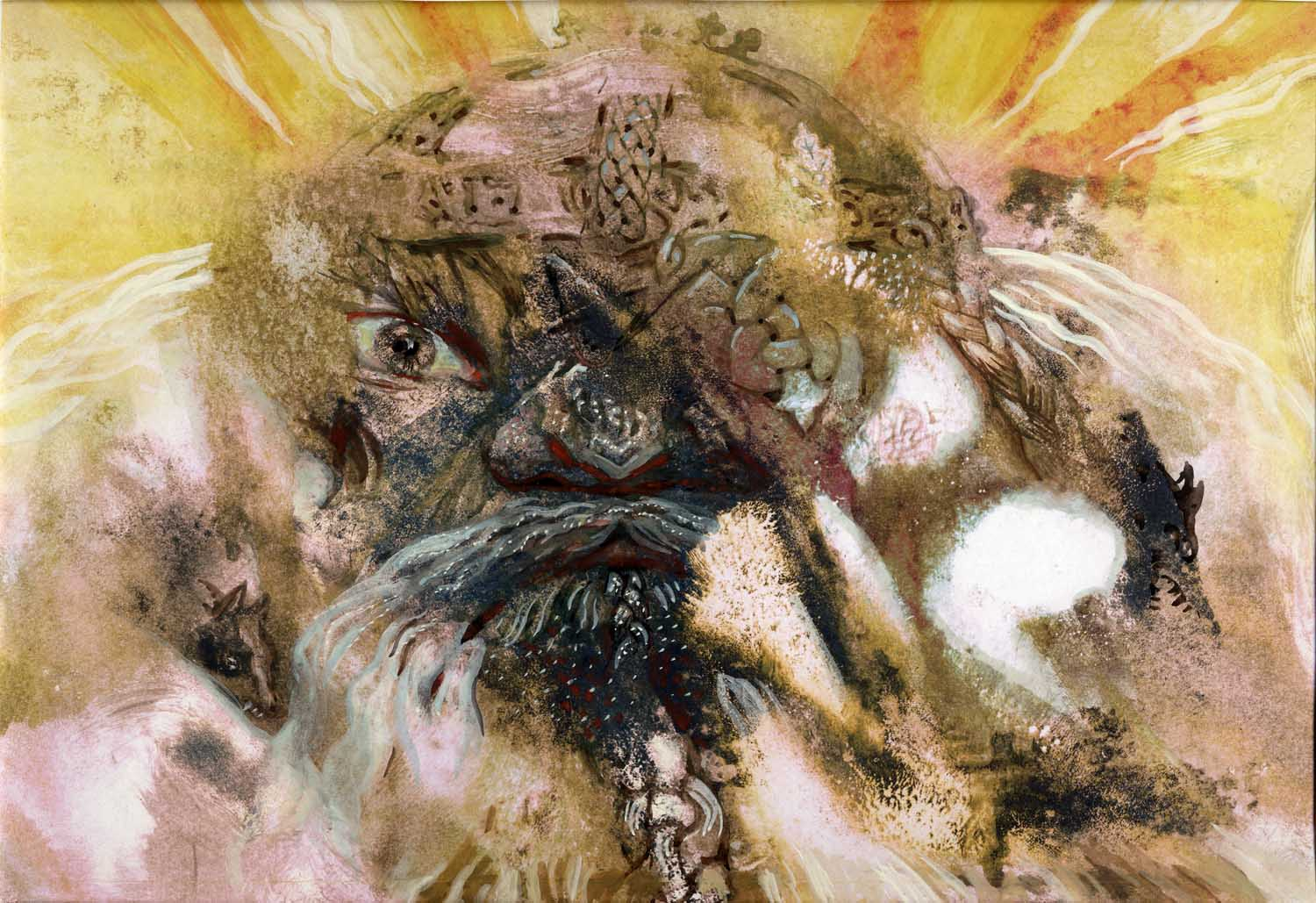
M. Presnyakov. Odin. 2008.

Odin a căpătat înțelepciunea supremă, prin sacrificiul la care s-a supus. El s-a spânzurat timp de nouă nopți în arborele Yggdrasil, iar în tot acest timp el nu a mâncat, nu a băut și s-a lovit singur cu lancea. În urma acestui ritual inițiatic, el dobândește știința ocultă și darul poeziei. Odin pătrunde astfel în tainele magiei. La fel ca șamanii, el poate să-și schimbe forma, poate să-și trimită spiritul sub forma unor animale, iar în Havamal el spune că știe un farmec cu care ar putea face ca un spânzurat să coboare din spânzurătoare. Odin este ajutat de cei
doi corbi ai săi, Hugin și Munin, care îi povestesc tot ce se întâmplă în lume.
Conform altor legende, Odin a căpătat inteligența supremă prin intermediul vicleniei sale. El a poruncit zeilor să taie capul gigantului Mimir, faimos pentru știința sa ocultă. Odin a conservat capul gigantului și se spune că pentru a afla un răspuns la întrebările sale, trebuia doar să îl consulte pe acesta. După Snorri Sturluson, Mimir era păzitorul izvorului înțelepciunii de la rădăcina arborelui Yggdrasil, izvor din care Odin n-a avut voie să bea, decât după ce și-a sacrificat un ochi și l-a ascuns în albia lui.

## Odin, zeu al morții și al războiului
Odin este în același timp și un zeu al morților și al războiului. El ocrotește prin mijloace magice pe marii eroi, însă în cele din urmă îi trădează pentru ca aceștia să fie uciși de adversarii lor. Explicația acestui comportament este dorința de a avea alături de el, în Valhalla, pe cei mai mari eroi, pentru a fi ajutat de ei în ziua Ragnarok-ului, în lupta contra giganților. Valhalla nu primea decât sufletele celor care au murit eroic pe câmpul de luptă. Deoarece Odin era ocrotitorul vestitelor Mannerbunde, creaturi ce terorizau satele, acest zeu nu era unul dintre zeii favoriți ai populației rurale. Acest lucru este întărit de cultul lui care includea sacrificii umane prin spânzurarea unor bărbați de copac pentru a aminti de căpătarea înțelepciunii runelor.

## Ragnarok
În ziua apocaliptică a Ragnarok-ului, Odin va fi sfâșiat și devorat de lupul uriaș, Fenrir, dar va fi răzbunat de fiul său cel mic, Vidar.

## Alte nume
Alte nume sub care este cunoscut Odin sunt: Rognir, Sann, Omi, Ohinn, Oer, Sidhott, Thund, Haptagod, Sidskegg, Sigtyr, Unn, Ηerran, Herteit, Hropt, Herian, Ialg, Iolf, Ialk, Iolnir, Sigfadhir, Skilfing, Svipal, Blindi, Nikar, Nikuz, Oski, Svidur, Svidrir, Thunn, Vakr, Fiolsvinn, Hergaut, Grim, Yggr, Grimnir, Valfadhir, Haer, Alfader, Haerbardhr, Ganglari, Hroptr, Fiolnir, Gaut.